# Brunon Krzemiński
Brunon Krzemiński (ur. 1915 w Nakle nad Notecią, zm. 1999 w Toruniu) – polski pięściarz, reprezentant Polski.
Naukę boksu rozpoczynał w 1930 roku w klubie PePeGe Grudziądz, po czym następnie walczył w barwach GKS Grudziądz. W 1936 roku przeniósł się do klubu Gryf Toruń, gdzie reprezentował barwy tego klubu do zakończenia swojej pięściarskiej kariery w 1948 roku. Startując w indywidualnych mistrzostwach Polski, wywalczył dwukrotnie wicemistrzostwo w 1935  i 1936 roku w kategorii koguciej, oraz zdobył brązowy medal w 1939 w tej samej kategorii wagowej. W latach 1935–1937 był 5 krotnym reprezentantem Polski, odnosząc 3 zwycięstwa i 2 pojedynki przegrywając, walcząc w wadze koguciej i piórkowej. Po zakończeniu kariery zawodniczej poświęcił się pracy trenerskiej, szkoląc młodzież w toruńskim Gryfie, by następnie zostać szkoleniowcem w Zachemie Bydgoszcz. Należał do najlepszych pomorskich pięściarzy okresu międzywojennego.